# Scorpaena gasta
Scorpaena gasta behoort tot het geslacht Scorpaena van de familie van schorpioenvissen. Deze soort komt voor in het zuidoosten van de Indische Oceaan, voornamelijk ten westen van Australië, op diepten van 3 tot 17 m. De soort kan een lengte bereiken van 8.4 cm.